# Вила (Ређо Емилија)
Вила је насеље у Италији у округу Ређо Емилија, региону Емилија-Ромања.
Према процени из 2011. у насељу је живело 97 становника. Насеље се налази на надморској висини од 280 м.